# 지평초등학교 일신분교
지평초등학교 일신분교는 대한민국 경기도 양평군 지평면 일신리 674에 있었던 공립 초등학교이다.

## 학교 연혁
- 1936.05.27 지제공립보통학교 일신간이학교 설립 인가
- 1943.04.01 지제공립국민학교 일신분교장으로 승격
- 1944.06.01 일신국민학교로 승격
- 1948.06.01 초대 박선홍 교장 취임
- 1967.03.01 망미분교장 설립
- 1985.03.01 병설유치원 설립인가
- 1996.03.01 일신초등학교로 개칭
- 2003.02.18 제57회 졸업식
- 2003.03.01 지제초등학교 일신분교장 격하
- 2008.09.01 이성계 교장 취임
- 2009.03.01 특수학급 편성
- 2011.03.01 지제초등학교로 통폐합